# Tantura
Tantura (arab. الطنطورة, at-Tantura) – nieistniejąca już arabska wieś, która była położona w Dystrykcie Hajfy w Mandacie Palestyny. Wieś została wyludniona i zniszczona podczas I wojny izraelsko-arabskiej, po ataku żydowskiej organizacji paramilitarnej Hagana w dniu 23 maja 1948 roku.

## Położenie

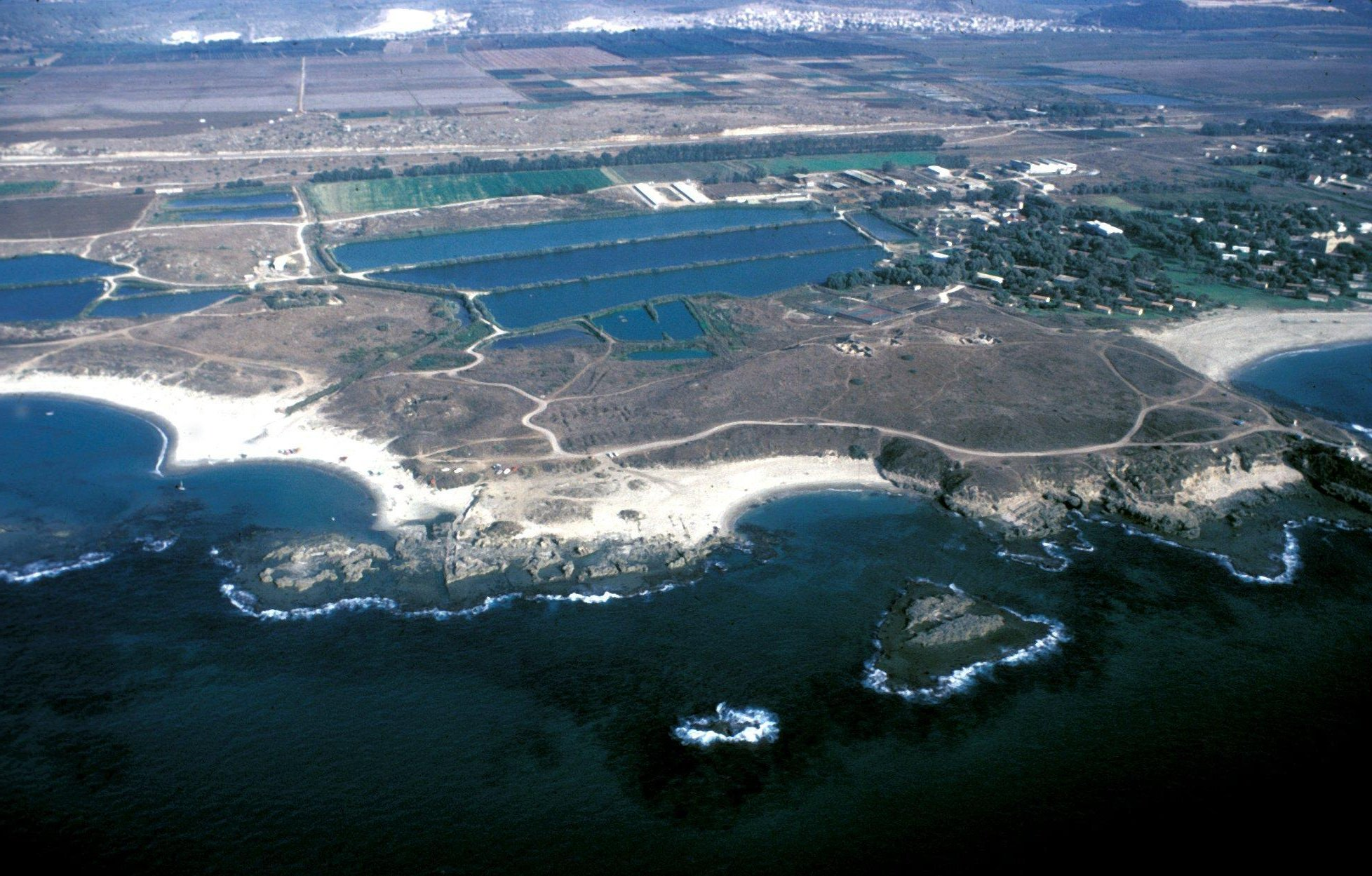
Miejsce, gdzie znajdowała się wieś Tantura

Wieś Tantura leżała na nadmorskiej równinie, na wybrzeżu Morza Śródziemnego. Była położona na wysokości 0-25 metrów n.p.m., w odległości 7 kilometrów na północny zachód od miasteczka Zichron Ja’akow. Według danych z 1945 roku do wsi należały ziemie o powierzchni 14 520 hektarów. We wsi mieszkało wówczas 1 490 osób.
| własność gruntów | powierzchnia gruntów (hektary) |
| ---------------- | ------------------------------ |
| Arabowie         | 11 758                         |
| Żydzi            | 2 051                          |
| publiczne        | 711                            |
| Razem            | 14 520                         |

| Rodzaj użytkowanych gruntów | Arabowie (hektary) | Żydzi (hektary) |
| --------------------------- | ------------------ | --------------- |
| uprawy cytrusów             | 26                 | 0               |
| uprawy oliwek               | 20                 | 0               |
| uprawy nawadniane           | 287                | 573             |
| uprawy zbóż                 | 6 777              | 662             |
| nieużytki                   | 5 259              | 813             |
| zabudowane                  | 120                | 3               |

## Historia

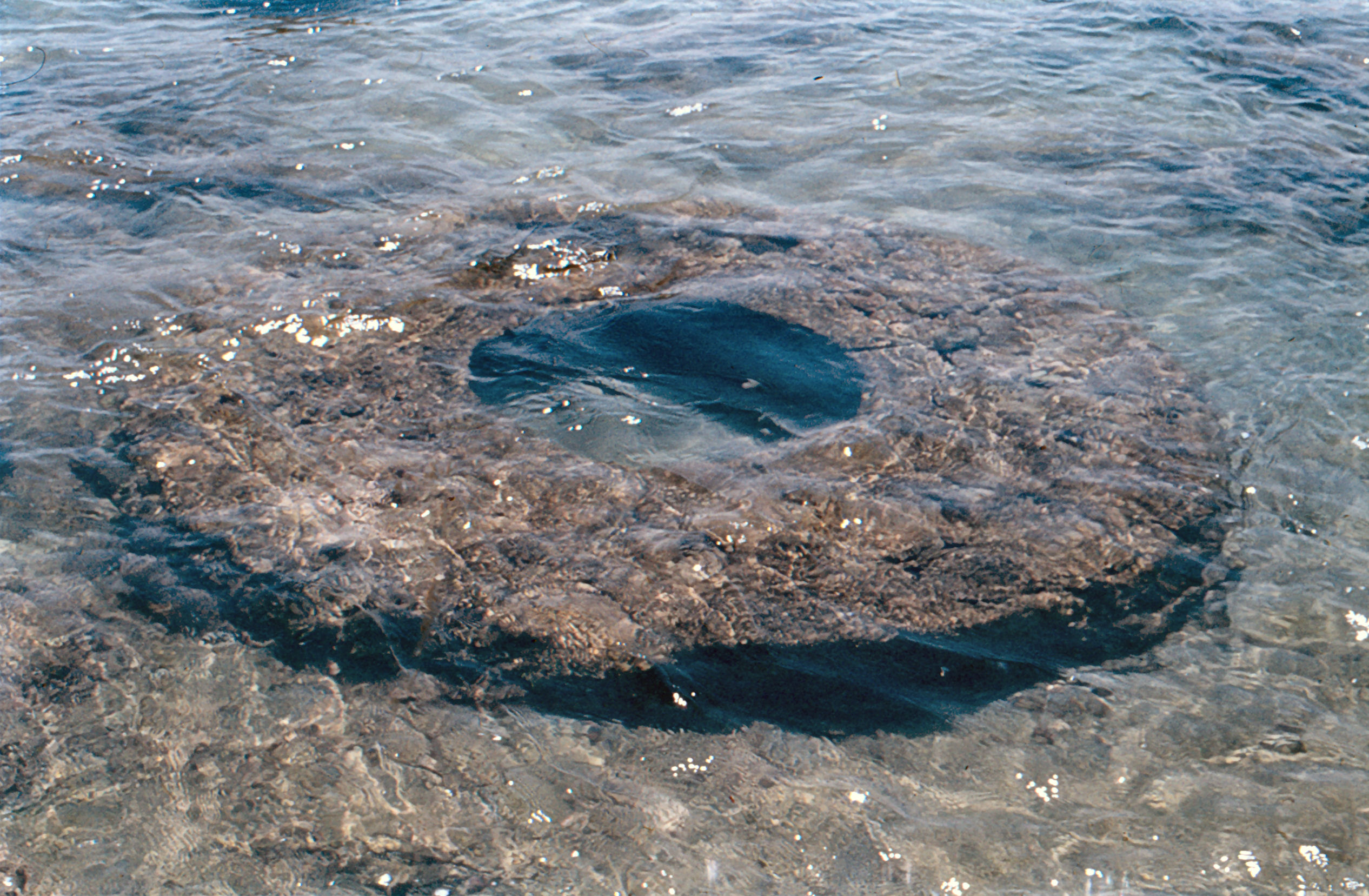
Pozostałości starożytnego miasta Dor

Pierwotnie w miejscu tym istniało starożytne miasto, które zidentyfikowano z egipskich źródeł jako D-jr, biblijnych jako Dor, oraz z greckich jako Dor/Dora. Teksty egipskie z XIII wieku p.n.e. wspominają o mieście portowym D-jr położonym na szlaku handlowym Via Maris. XIII i XII wiek p.n.e. charakteryzował się upadkiem kananejskich miast-państw, które uległy napierającym Izraelitom w obszarach górskich i napadom Ludów Morza na wybrzeżu. W tym okresie miasto Dor utrzymywało się z handlu z Cyprem i Mykenami. Miasto należało wówczas do Fenicjan.
Relacja biblijna wspomina, że Dor było jednym z pięciu miast północy, które dołączyły do Jabina, królu Hazoru, sprzciwiając się Jozuemu. W wyniku wojny, wojska Dor zostały rozbite, a jego król zginął. Miasto nie zostało jednak zniszczone i pozostało enklawą Kananejczyków położoną pośrodku terenów pokolenia Menasesa. W X wieku p.n.e. żydowski król Dawid przyłączył miasto Dor do Królestwa Izraela. Pod rządami króla Salomona miasto zostało stolicą prowincji Szaron (1 Księga Królewska 4:11). W IX-VIII wieku p.n.e. miasto Dor weszło w skład północnego Królestwa Izraela. Prawdopodobnie w tym czasie wybudowano fortyfikacje miejskie z czterema masywnymi bramami.
Pod koniec VIII wieku p.n.e. miasto zostało zdobyte przez Asyryjczyków. Zdobywcy udzielili dużych swobód gospodarczych Fenicjanom, co umożliwiło odbudowę zniszczeń i dalszy rozwój miasta. W 332 p.n.e. tereny Starożytnego Izraela wojska Aleksandra Macedońskiego. Po jego śmierci miasto Dor znalazło się pod panowaniem Ptolemeuszy. Jednakże Seleucydzi uważali te ziemie za część prawnie należącego się im terytorium. Był to punkt sporny pomiędzy tymi królestwami hellenistycznymi, i w 200 p.n.e. Dor przeszło pod panowanie Seleucydów. W latach 104-64 p.n.e. miasto Dor należało do Państwa Machabeuszy. W 63 p.n.e. państwo żydowskie uległo Rzymianom. Rzymski wódz Pompejusz umieścił Dor na liście miast pozostających pod bezpośrednią zwierzchnościom rzymskiego gubernatora. W owym czasie Dor posiadało trzy zatoki portowe: handlową, stoczniową i rybacką. Wokół zatok rozciągało się miasto. Żydowski historyk Józef Flawiusz opisał w I wieku Dor jako trudną do zdobycia twierdzę. Z innych zapisków Flawiusza wynika, że Dor nie było wówczas częścią prowincji Judea, lecz Syrii. Podczas wojny żydowskiej (66–73) Rzymianie przetrzymywali w Dor żydowskich zakładników. Miasto musiało więc być uznawane przez Rzymian za bezpieczne i niemożliwe do zdobycia przez żydowskich powstańców. Jednak z upływem czasu rola i znaczenie Dor malała, a wzrastało znaczenie pobliskiego miasta portowego Cezarei Nadmorskiej. Nie było żadnego gospodarczego uzasadnienia dla istnienia dwóch ważnych portów morskich w odległości 15 km od siebie. W tej rywalizacji wygrała Cezarea, co doprowadziło do upadku Dor. W owym czasie Dor posiadało wybrukowane ulice, publiczne łaźnie, bieżącą wodę dostarczaną akweduktem, sieć kanalizacyjną, teatr i imponujące świątynie.
W III wieku to wielkie miasto zdegradowało się do znaczenia niewielkiej osady rybackiej i było w większości porzucone przez swoich mieszkańców. Pod panowaniem Bizancjum, w okresie od IV do VII wieku Dor było stolicą diecezji, a o biskupach z Dor wspominają teksty kościelne. Wydaje się, że osada służyła wówczas jako miejsce odpoczynku dla pielgrzymów w ich drodze do Ziemi Świętej. W średniowieczu na południowym cyplu wybudowano niewielki fort Krzyżowców. U jego podnóża znajdowała się już jedynie niewielka wieś rybacka.

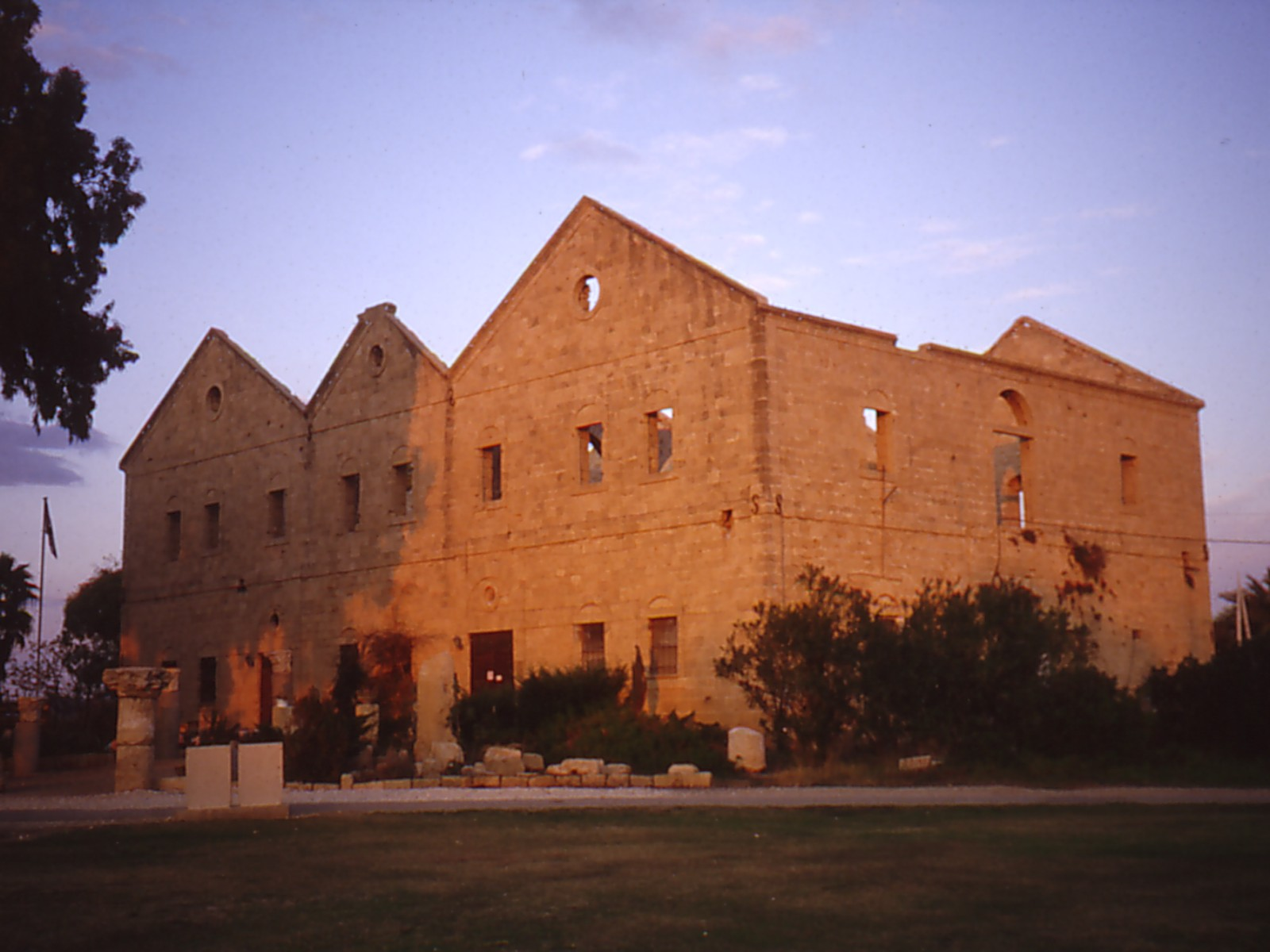
Budynki starej fabryki szkła założonej przez barona Edmonda James de Rothschilda. Obecnie muzeum

Gdy w 1799 Napoleon Bonaparte oblegał twierdzę Akka, wykorzystał on zatoki przy Dor jako portu zaopatrzeniowego dla swoich wojsk i miejsce ewakuacji rannych. Gdy kampania nie powiodła się, wykorzystano Dor jako główne miejsce ewakuacji sił do Egiptu. W owym czasie istniała już niewielka osada rybacka al-Tantura. W 1891 baron Edmond de-Rothschild na północ od wsi założył hutę szkła. Huta miała dostarczać butelki i inne wyroby szklane do wytwórni win w Zichron Jaakov. Dyrektorem huty został Meir Dizengoff. To śmiałe przedsięwzięcie jednak nie powiodło się i hutę zamknięto w 1895.
W okresie panowania Brytyjczyków Tantura była niewielką wsią o charakterze rybacko-rolniczym. We wsi znajdowały się dwie szkoły: jedna dla chłopców (istniała od 1889) i jedna dla dziewcząt (założona w 1937).
Przyjęta 29 listopada 1947 Rezolucja Zgromadzenia Ogólnego ONZ nr 181 przyznała te tereny państwu żydowskiemu. Wieś Tantura znalazła się w obrębie arabskiej enklawy, która przecinała nadmorską drogę i linię kolejową z Tel Awiwu do Hajfy. Arabowie odmówili uznania rezolucji ONZ. 30 listopada 1947 r, doszło do wybuchu wojny domowej w Mandacie Palestyny. W trakcie jej trwania arabskie milicje atakowały żydowskie konwoje, paraliżując w znacznym stopniu komunikację Tel Awiwu z położoną na północy Galileą. Zmusiło to żydowską organizację paramilitarną Hagana do wzmocnienia swojej obecności w tym rejonie i chronienia konwojów jadących z zaopatrzeniem do żydowskich osiedli. Dawid Ben Gurion podjął decyzję o przejęciu kontroli nad arabskimi wsiami położonymi na równinie nadmorskiej pomiędzy Tel Awiwem a Hajfą. Opanowano wówczas wioski Kafr Saba, At-Tira, Kakun, Kalansuwa i inne. W wielu z nich doszło do przymusowych wysiedleń ludności arabskiej. W dniu 23 kwietnia 1948 żydowska Hagana zajęła Hajfę. Po upadku Hajfy, mieszkańcy arabskich wiosek położonych na zboczach góry Karmel rozpoczęli atakowanie żydowskich konwojów poruszających się w tym regionie. Dowództwo Hagany podjęło wówczas decyzję o stopniowym zmniejszaniu arabskiej enklawy Karmel, aby ostatecznie doprowadzić do jej likwidacji. Wieś Tantura została wybrana jako punkt wyjściowy dla wszystkich tych działań. Podczas wojny o niepodległość, w nocy z 22 na 23 maja 1948 żydowskie oddziały przeprowadziły operację Namel, w trakcie której wieś Tantura została zdobyta. Po ustaniu walk  wysiedlono wszystkich mieszkańców wsi. 

### Kontrowersje wokół masakry
Arabskie środowiska wysunęły po wojnie zarzut, że we wsi Tantura doszło do masakry jeńców i ludności cywilnej. Według różnych źródeł w masakrze miało zginąć od 200 do 250 Arabów. Temat ten opisał w swojej pracy magisterskiej absolwent Uniwersytetu Hajfy, Teodor Katz. Następnie historię tę opublikował izraelski dziennikarz Amir Gilat, który napisał artykuł „The Exodus of the Arabs from the Villages at the foot of Mount Carmel” (pol. Exodus Arabów z wiosek u podnóża Góry Karmel). Nie używali oni terminu „masakra”, jednak kolejni historycy bardzo szybko zaczęli korzystać z tej terminologii. Izraelscy weterani wojenni stanowczo zaprzeczyli temu, i Gilat napisał sprostowanie, twierdząc, że we wsi Tantura nie doszło do żadnej masakry.
Teodor Katz oparł w całości swoją pracę na ustnych świadectwach, którym Benny Morris zarzucił czternaście różnych nieścisłości. Badania Katza zostały także podważone przez innych historyków, w tym przez Jo’awa Gelbera. Pod groźbą pozwu, Teodor Katz wydał oświadczenie: „Po ponownym sprawdzeniu dowodów, stało się dla mnie jasne ponad wszelką wątpliwość, że nie ma podstaw prawnych do twierdzenia, że Brygada Alexandroni lub inna jednostka żydowskich sił wojskowych, dopuściła się zabijania ludzi po zdobyciu wsi Tantura”. W trakcie późniejszego dochodzenia sądowego przesłuchano taśmy z wszystkimi nagranymi świadectwami i nie znaleziono żadnych dowodów świadczących o masakrze. W sierpniu 1998 były mieszkaniec wsi, Mahmoud al-Dżhija opublikował książkę o Tantura, w której opisał przebieg bitwy o wieś i nazwiska 52 mieszkańców wsi, którzy zginęli. Nie nazwał on jednak wydarzeń masakrą.
Historyk Ilan Pappe w kontekście Tantury wspominał o egzekucjach i zabójstwach ludzi na ulicach i w domach.
W 2022 r. Haaretz opublikował artykuł, w którym izraelscy żołnierze przyznali że dokonali masakry, liczbę ofiar określając jako między kilkadziesiąt a 200 osób, pochowanych potem w masowym grobie na plaży.

## Miejsce obecnie
W miejscu wioski powstały dwie żydowskie osady: 14 czerwca 1948 kibuc Nachszolim, a w 1949 moszaw Dor.
Palestyński historyk Walid Chalidi, tak opisał pozostałości wioski Tantura: „Pozostaje jedynie sanktuarium, twierdza, zabytkowa studnia i kilka domów. Jeden z domów (należący do al-Dżahja) zgodnie z napisem został wybudowany w 1882 roku. W pobliżu jest położonych wiele palm daktylowych i niektóre kaktusy. Obszar jest włączony do izraelskiego obszaru rekreacyjnego”.